# Tweerichtingsvoertuig
Een tweerichtingsvoertuig of tweerichtingvoertuig is een voertuig dat met hetzelfde gemak zowel voor- als achteruit kan rijden. Dit komt vooral voor bij voertuigen die op rails rijden. Aan beide kanten van het voertuig is een plaats om het voertuig te besturen en deze voertuigen hebben aan beide zijden deuren. 

## Openbaar vervoer
Op rails rijdende tweerichtingvoertuigen kunnen na aankomst bij het eindpunt direct terugrijden. Is er dubbelspoor, dan is een overloopwissel voldoende om op het andere spoor te komen. Een eenrichtingsvoertuig heeft altijd een keerlus, keerdriehoek of draaischijf nodig.
Een tramspoor waarop met tweerichtingtrams wordt gereden, heeft daarom vaak veel van deze overloopwissels, waardoor trams bij stremmingen veel makkelijker weer terug kunnen rijden. Een ander voordeel van tweerichtingtrams is dat er aan weerszijden deuren zijn, zodat er ook gebruik kan worden gemaakt van eilandperrons. Een nadeel van de tweerichtingtram is wel dat hij minder zitplaatsen heeft dan een eenrichtingtram (vanwege de dubbele hoeveelheid deuren). 
De voorgaande beschouwingen gelden uiteraard eveneens voor treinstellen op hoofdspoorwegen. Ook daar is op diverse plaatsen in overloopwissels voorzien, naast de mogelijkheden van rangeerterreinen.

### Zitplaatsen
Reizigers zitten vaak liever in de rijrichting.
Oudere tweerichtingtrams hadden vaak banken die konden worden gekeerd. Op de vaste horizontale zitting kon de rugleuning naar de andere kant worden geklapt, wat meestal bij het eindpunt door de conducteur werd gedaan. Daardoor konden de reizigers – zoals in eenrichtingrijtuigen – altijd in de rijrichting zitten.
Modern trammaterieel is meestal uitgerust met vaste zitplaatsen en hetzelfde geldt voor treinen. Hier is het dus onvermijdelijk dat de helft van de reizigers achteruit rijdt. Vanouds staan de zitplaatsen in vis-à-visopstelling (met middengang of zijgang), zodat de reizigers elkaar aankijken. Bij moderne treinen kiest men voor de coach-opstelling (steeds met middengang), waarbij de reizigers tegen de rugleuning van een ander kijken, maar meestal zijn er ook enkele vis-à-visplaatsen, wat gewaardeerd wordt door reizigers die in gezelschap van anderen reizen. In sommige treinen kunnen de banken door de conducteur worden omgezwaaid naar de andere richting  onder meer in Australië.
In moderne trams, metrostellen en korteafstandstreinen worden ook vaak sommige of alle zitplaatsen zijwaarts geplaatst, met de rug tegen de zijkanten van de wagen: dit heeft als voordeel dat deze plaatsen nooit tegen de rijrichting zitten, en dat meer staanplaatsen, dus in totaal meer plaatsen, beschikbaar zijn. In langeafstandstreinen zijn integendeel staanplaatsen van weinig belang; toch worden soms enkele zitplaatsen zijwaarts geplaatst om ertussen een fietsenruimte te doen bestaan.

## Tweerichtingvoertuigen en -vaartuigen

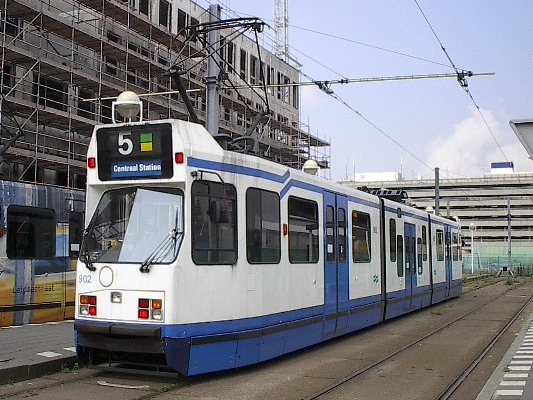
Tramlijn 5 van het centrum van Amstelveen naar het centrum van Amsterdam met tweerichting BN-tram.

- Spoorrijtuigen, wagons en de meeste locomotieven
- Treinstellen en trek-duwtreinen. Bij andere treinen is de locomotief op zich een tweerichtingsvoertuig, maar moet deze wel aan de andere zijde worden geplaatst, kopmaken, om de trein in de andere richting te laten rijden.
- Metro's (maar niet de Wuppertaler Schwebebahn)
- Sommige trams o.a. tramlijn 5, 19, 24 en 25 in Amsterdam, de trams in Den Haag (behalve lijn 1, 6, en 12)[1], Sneltram Utrecht/ Uithoflijn en alle trams in Charleroi, Gent en Brussel). Tweerichtingstrams waren vroeger gebruikelijker dan tegenwoordig.
- Lightrail (o.a. RandstadRail)
- Veel veerboten
- De in 1963 opgeheven trolleybus van Seraing.
- Sommige bussen op vliegvelden zijn uitgevoerd als tweerichtingsvoertuigen, vaak met veel staanplaatsen, geen of weinig zitplaatsen en deuren aan beide zijden. De Neoplan Airliner is hier een voorbeeld van.
- Translohr